# Битка код Кизика (193)
Битка код Кизика вођена је 193. године у Малој Азији између снага римских царева Септимија Севера и Песценија Нигера. Део је грађанског рата током године пет царева, а завршена је Северовом победом.

## Битка
Комод је убијен 31. децембра 192. године. Следећег дана је Сенат градског префекта Пертинакса прогласио новим царем. Међутим, против Пертинакса је устала Преторијанска гарда која га је убила 28. марта. Исти дан су њени припадници на аукцији одабрали Дидија Јулијана за цара. Истовремено су, независно један од других, уз подршку својих трупа, себе прогласили царем гувернери три провинције: Клодије Албин у Британији, Септимије Север на Балкану и Песценије Нигер у Сирији. Север који је био најближи Риму је први стигао тамо и 193. године је потврђен за цара. Клодију Албину је доделио титулу Цезара због чега је овај одустао од похода на Рим. Песценије је са својим трупама заузео Византион. Север на њега шаље свога војсковођу Тиберија Клаудија Кандида. Кандид се искрцао са својом војском код Кизика и поразио претходницу Нигерових снага под Аселијем Емилијаном. Остатак армије прикључио се Нигеровој главнини. Она је поражена у следећој, бици код Никеје.